# Authentic (album de LL Cool J)
Pour les articles homonymes, voir Authentic.
Albums de LL Cool J
All World 2
(2009) The FORCE
(2024)
Singles
1. Whaddup
Sortie : 11 février 2013
2. We Came to Party
Sortie : 18 mars 2013
3. Live for You
Sortie : 16 avril 2013

Authentic est le treizième album studio de LL Cool J, sorti le 30 avril 2013.
L'album s'est classé 4e au Top Independent Albums et au Top Rap Albums, 7e au Top R&B/Hip-Hop Albums et 23e au Billboard 200.

## Liste des titres
| No  | Titre | Contient un (des) sample(s) de                                                                        | Durée |
| --- | --- | --- | ----- |
| 1.  | Bath Salt (Produit par Trackmasters et Jaylien) | | 4:12  |
| 2.  | Not Leaving You Tonight (featuring Fitz & The Tantrums et Eddie Van Halen – Produit par Jaylien)                                                               | | 4:02  |
| 3.  | New Love (featuring Charlie Wilson – Produit par Trackmasters et Jaylien)                                                                                      | Baptizing Scene du Reverend W.A. Donaldson                                                            | 3:13  |
| 4.  | We Came to Party (featuring Snoop Dogg et Fatman Scoop – Produit par Jaylien)                                                                                  | Going Back to Cali de LL Cool J                                                                       | 4:15  |
| 5.  | Give Me Love (featuring Seal – Produit par Jaylien) | | 4:23  |
| 6.  | Something About You (Love the World) (featuring Charlie Wilson, Earth, Wind & Fire et Melody Thornton – Produit par Trackmasters, Jaylien et James Todd Smith) | | 4:13  |
| 7.  | Bartender Please (featuring Snoop Dogg, Bootsy Collins et Travis Barker – Produit par Trackmasters et James Todd Smith)                                        | | 4:34  |
| 8.  | Whaddup (featuring Chuck D, Travis Barker, Tom Morello et Z-Trip – Produit par Trackmasters et Z-Trip)                                                         | Welcome to the Terrordome de Public Enemy Rock the Bells de LL Cool J Bring the Noise de Public Enemy | 4:05  |
| 9.  | Between the Sheetz (featuring Mickey Shiloh – Produit par Soundz et Tricky Stewart)                                                                            | | 3:48  |
| 10. | Closer (featuring Monica – Produit par Trackmasters et Jaylien)                                                                                                | | 3:47  |
| 11. | Live for You (featuring Brad Paisley – Produit par Jaylien) | | 3:44  |
| 12. | We’re the Greatest (featuring Eddie Van Halen et Travis Barker – Produit par James Todd Smith, Eddie Van Halen et Trackmasters)                                | | 4:05  |

| 13. | Waiting on You (featuring Babyface et Noelle Scaggs – Produit par Jaylien) | 3:59 |
| 14. | Jump on It (Produit par Trackmasters)                                      | 3:22 |
| 15. | Take It (featuring Joe – Produit par Trackmasters)                         | 3:32 |
| 16. | Remember Me (featuring Alicia Meyers – Produit par Marley Marl)            | 4:17 |